# Jack Cork
Jack Frank Porteous Cork (* 25. Juni 1989 in Carshalton, London) ist ein englischer Fußballspieler, der bei FC Burnley unter Vertrag steht.

## Karriere

### Verein
Jack Cork begann seine Karriere im Alter von neun Jahren in der Jugendakademie des FC Chelsea.
2006 unterschrieb er einen Profivertrag, wurde allerdings nur in der Reservemannschaft eingesetzt, wo er sich prompt zum Kapitän hocharbeitete.
Während der Saison 2006/07 wurde er zweimal an den AFC Bournemouth verliehen. Beim ersten Mal von November bis Dezember 2006 und dann von Januar bis März 2007. Allerdings kam er nur auf vier, bzw. drei Einsätze. Im Sommer 2007 absolvierte er die Saisonvorbereitung mit den Profis, da sein Teamkollege aus der Reserve, Lee Sawyer, verletzt ausfiel. So bestritt er am 14. Juli gegen Club América sein erstes Spiel für die Profis, während der Vorbereitung wurde er überwiegend als linker Verteidiger eingesetzt.
Die Saison 2007/08 verbrachte Cork auf Leihe bei Scunthorpe United. Dort absolvierte er 35 Ligaspiele und trotz Abstieg in die Football League One wurde er zum „Player of the Year“ gewählt. Seine beiden Saisontore erzielte er beide gegen Coventry City. Am 27. November zum 1:1-Unentschieden und am 1. März 2008 zum 2:1-Heimsieg.
Im August 2008 wurde er bis zum 1. Januar 2009 an den FC Southampton ausgeliehen. Cork wollte bis zum Saisonende dort bleiben, musste aber im Januar wieder zurück sein. Daraufhin wurde er prompt nochmal verliehen, bis zum Saisonende zum FC Watford. Am 24. Januar erzielte er im FA Cup beim 4:3-Sieg über Crystal Palace sein erstes Tor.
Am 21. August 2009 verlängerte er seinen Vertrag beim FC Chelsea um drei Jahre und wurde danach bis zum Dezember an Coventry City verliehen. Am 1. Februar 2010 wurde er bis zum Saisonende an den FC Burnley ausgeliehen. Für Burnley absolvierte er auch am 9. Februar bei der 0:3-Niederlage gegen den FC Fulham sein Premier-League-Debüt. Danach gab er am 21. Februar die Vorlage zum 2:5-Ehrentreffer gegen Aston Villa. Bis zum 9. Mai musste er auf sein erstes Premier-League-Tor warten. Beim 4:2-Sieg über die Tottenham Hotspur erzielte er mit einem Kopfball den vierten Treffer des FC Burnley.
Am Tag zuvor sagte sein Vater in einer lokalen Zeitung, dass Jack den FC Chelsea im Sommer gerne verlassen würde.
Am 8. August 2010 gab der FC Chelsea bekannt, dass Cork im Falle eines Angebotes von mindestens zwei Millionen Pfund Sterling den Verein verlassen könne. Allerdings kehrte er am 12. August bis zum Saisonende zurück zum FC Burnley, ganz zur Freude von Trainer Brian Laws. Am 27. November erzielte er in der 90. Minute den 2:1-Siegtreffer gegen Derby County.
Am 11. Juli 2011 wechselte Jack Cork zum Zweitliga-Aufsteiger FC Southampton. Die Saison 2011/12 beendete er ohne insgesamt eins der 46 Ligaspiele verpasst zu haben und war damit auch der einzige Spieler seines Teams. Mit Southampton schaffte er den Aufstieg in die Football League Championship. Im Januar 2015 wechselte Cork zu Swansea City.

### Nationalmannschaft
Cork begann schon im Jahr 2005 für die englischen Jugendnationalmannschaften, damals für die U-16.
Auch für die U-17, U-18, U-20 war er im Einsatz. In der U-19 debütierte er im Mai 2007 gegen Tschechien. Bei der U-19-Fußball-Europameisterschaft 2008 in Tschechien führte er die englische Mannschaft als Kapitän an, konnte sich aber nicht für das Halbfinale qualifizieren. Seit 2008 läuft er für die U-21-Nationalmannschaft auf. Bisher kam er in den Jugendnationalmannschaften auf insgesamt 36 Länderspielen.
Am 2. Juli 2012 wurde von Trainer Stuart Pearce für den 18-köpfigen Olympiakader der olympischen Sommerspiele in London nominiert.
Am 10. November 2017 debütierte er in einem Freundschaftsspiel gegen Deutschland in der englischen A-Nationalmannschaft.

## Sonstiges
Sein Vater Alan Cork spielte u. a. für den FC Wimbledon und FC Fulham und gehörte von 2007 bis 2010 zum Trainerstab der Bolton Wanderers.